# Club Mariscal Sucre de Deportes
El Club Mariscal Sucre de Deportes es un club de fútbol peruano de fútbol, del distrito de La Victoria. Fue fundado en 1925 y juega en la Copa Perú. Participó en la Primera División Peruana desde que fue promovida de la División Intermedia en 1933 hasta su desaparición en los años 1970. Sin embargo el club anunció su vuelta después de 42 años de ausencia en el balompié nacional. En el año 2022, nace el Club Deportivo Mariscal Sucre Sport, equipo sucesor y se afilia en la primera distrital de La Victoria para la temporada 2023.

## Historia

### Fundación y primeros años
Fue fundado el 1 de septiembre de 1925 en la calle Canta del distrito de La Victoria con el nombre de Sucre Foot Ball Club. Su primer presidente fue Eduardo Gallegos. 
Fue campeón de la División Intermedia 1932 logrando el ascenso a la Primera División. 

### En Primera División
En los años siguientes fue convirtiéndose en protagonista del torneo de la mano de su presidente Carlos Cárdenas.
Sus máximos logros son haber sido campeón de la Primera División en 2 ocasiones: 1944 y 1953. Los deseos de su dirigencia era que el Sucre le haga disputa al otro club del distrito, nada menos que el Alianza Lima. 
En 1951 el club cambió se nombre por Mariscal Sucre de Deportes. Sin embargo, vinieron una serie de campañas irregulares que condujeron a que el club perdiera la categoría en 1958.

### Años de ascensos y descensos
Sin embargo en 1959 logró el título de la Segunda División del Perú tras vencer por 1-0 al KDT Nacional Sporting Club del Callao en el Estadio Lolo Fernández retornando a Primera División. Posteriormente, Sucre descendió en 1961 y nuevamente volvió a fungir de ascensorista al campeonar la Segunda en 1962. Volvió a bajar en 1963, y pegó el retorno al ganar la Segunda en 1965. De este modo, el equipo logró figurar entre los participantes en el primer Torneo Descentralizado disputado en 1966, con un renovado equipo dirigido por Roberto Reinoso y en el que destacaban como principales figuras Juan Leturia y el 'Cóndor' Fernando Mellán. Lo mismo en el campeonato de 1967 con figuras como Wilfredo Honores y César Dinegro.
Así, con cierto esfuerzo, Sucre pudo mantenerse en la categoría hasta 1968, en la definición por el descenso de 1968 se enfrentó al Centro Iqueño cayendo por el marcador de 1 a 0, lo cual hizo que perdiera la categoría.

### Descenso a Segunda y desaparición
En el torneo de Segunda División de 1969 salió como subcampeón detrás del Deportivo SIMA. Se mantuvo en la categoría hasta 1972 cuando la FPF desactivó el torneo de Segunda. Tras su descenso participó en la liga de La Victoria y los campeonatos regionales de la Copa Perú hasta 1974.
El club Mariscal Sucre se fusionó con el equipo Deportivo EPSEP (equipo de la empresa estatal de pesquería) de la liga de San Isidro en 1975 y en 1976 perdió la categoría. Al año siguiente no se presentó a jugar, desapareciendo hasta el año 2019. 

### Resurgimiento
En el año 2020 el club Mariscal Sucre anunció su vuelta al balompié nacional; sin embargo, no se llegó a concretar hasta el siguiente año. En el distrito de la La Victoria, el 14 de enero del 2021, se funda por ex-dirigentes y socios del club histórico, el proyecto Club Deportivo Mariscal Sucre. Institución encargada de la formación de las divisiones de menores y canteras del cuadro dinamitero.

## Actualidad
Los directivos y socios del cuadro histórico, fundan en el año 2022 al Club Deportivo Mariscal Sucre Sport. Equipo sucesor del primario. El nuevo equipo se afilia a la Primera División Distrital de La Victoria para la temporada 2023. En la fecha 7 gana por 2-0 al club Kanteras y ocupa el quinto puesto de la liga distrital. Para la octava fecha de la liga,  Mariscal Sucre gana por walk over frente al club ADEF y se posiciona temporalmente, en el cuarto puesto del campeonato. 

## Uniforme
- Uniforme titular: 
  - Camiseta: Blanca con aspa celeste.
  - Pantalón: Negro.
  - Medias: Negras.
- Uniforme alternativo: 
  - Camiseta: Celeste con aspa blanca.
  - Pantalón: Celeste.
  - Medias: Celestes.

## Evolución de Uniforme
Uniforme Sucre F.C. 1933 al 1943
| Titular 1 | Titular 2 |

Uniforme Sucre F.C. 1944 al 1945
| Titular 1 | Titular 2 |

Uniforme Sucre F.C. 1946 al 1953
| Titular 1 | Titular 2 | Titular 3 |

Uniforme Mariscal Sucre 1954 al 1959
| Titular 1 | Titular 2 | Titular 3 | Alternativo 1 | Alternativo 2 |

Uniforme Mariscal Sucre 1967 al 1969
| Titular 1 | Titular 2 | Titular 3 | Alterno 1 | Alterno 2 | Alterno 3 |

Uniforme Mariscal Sucre 1970 al 1977
| Titular 1 | Titular 2 | Titular 3 | Alterno 1 | Alterno 2 | Alterno 3 |

## Filiales

### Club Deportivo Mariscal Sucre
- Algunos ex-dirigentes y socios del club dinamitero, el 14 de enero del 2021, fundan el CD Mariscal Sucre (Club Deportivo Mariscal Sucre). Inscrito con el registro público N° 02291223. Institución filial y dedicado a la formación de canteras y de las divisiones de menores del club histórico. Así a un plan de largo plazo, formar su propio equipo principal y lograr ascender todas las etapas de la Copa Perú y retornar a la profesional. El club se ubica en el Distrito de La Victoria.

### Club Deportivo Mariscal Sucre Sport
- Es el segundo equipo, fundado en la Victoria, en el año 2022. El club fue creado por los ex-directivos y socios del Mariscal Sucre de Deportes. En el presente año 2023, se afilia[1] a la Liga Distrital de La Victoria y compite por la clasificación a las Interligas de Lima.

## Rivalidades
Al ser del distrito de La Victoria disputó con Alianza Lima el llamado Clásico Victoriano . Luego también el Clásico de Mariscales con  Mariscal Castilla del Rímac, con quien rivalizó desde la Segunda División. Además hubo un clásico particular con el Centro Iqueño.

## Datos del club
- Temporadas en Primera División: 31 (1933-1958, 1960-1961, 1963, 1966-1968).
- Temporadas en Segunda División: 8 (1959, 1962, 1964-1965, 1969-1972).
- Mayor goleada conseguida:
  - En campeonatos nacionales de local: Mariscal Sucre 7:0 Alianza Lima (1951)[4]
  - En campeonatos nacionales de visita:
- Mayor goleada recibida:
  - En campeonatos nacionales de local:
  - En campeonatos nacionales de visita: Universitario 7:1 Mariscal Sucre (1967)
- Mejor puesto en la liga: 1º.
- Peor puesto en la liga: 14º.

## Entrenadores
- Alfonso Huapaya (1944)
- Francisco Sabroso (1945)
- Ángel Fernández Roca (1951-1952)
- José Cuesta Silva (1954)
- José Chiarella (1957)
- Alejandro Heredia (1961)
- César Brush (1968)

## Palmarés

### Torneos nacionales (2)
| Competición nacional            | Títulos           | Subcampeonatos |
| ------------------------------- | ----------------- | -------------- |
| Primera División del Perú (2/2) | 1944, 1953.       | 1939, 1949.    |
| Segunda División del Perú (3/1) | 1959, 1962, 1965. | 1969.          |
| División Intermedia (2/0)       | 1931, 1932.       |                |

### Torneos regionales
- Liga Distrital de La Victoria: 2024.

## Nota de Clubes No Relacionados
- El Club Mariscal Sucre de Deportes (antes llamado Sucre F.C. ó Sucre F.B.C.) no fue el primer equipo en acoger ese nombre. El primer club fue el Club Mariscal Sucre del Rímac, fundado en 1920. El club militó por varios años en la Tercera División Provincial de Lima y luego en la Segunda División Provincial de Lima.

- Existen varios equipos parecidos al equipo histórico con indumentaria similar. Pero queda entendido que son instituciones diferentes. Tenemos el caso más conocido del Club Mariscal Sucre de Paramonga, que en el 2016 se renombró como Club Social Deportivo Mariscal Sucre de Paramonga. Luego tenemos el caso de Club Social Deportivo Mariscal Sucre de Haura. Seguidamente tenemos el caso del Club Atlético Mariscal Sucre de Chepén. Finalmente el Club Deportivo Sucre Callao, del Distrito de Carmen de La Legua. Asimismo existe el CD Mariscal Sucre de Deportes de Iquitos fundado el 1 de mayo de 1950.